# Cronos: The New Dawn
Cronos: The New Dawn (укр. Кронос: Новий світанок) — майбутня гра жанру survival horror, розроблена та видана студією Bloober Team. Вихід гри запланований на 2025 рік для PlayStation 5, Xbox Series X/S і Windows.

## Ігровий процес
Cronos: The New Dawn — гра в жанрі survival horror з видом від третьої особи. Гравець керує Мандрівником (англ. Traveler), який може використовувати як рукопашні атаки, так і різноманітну вогнепальну зброю, зокрема пістолети та дробовики, щоб знищувати ворогів. Якщо переможених ворогів не знищити належним чином за допомогою вогню, вцілілий ворог зможе злитися з тілами невмерлих, створюючи загартовану, значно складнішу версію того ж самого противника.

## Сюжет
Cronos: The New Dawn розповідає про Мандрівника (англ. Traveler), агента таємничої організації під назвою Колектив. Йому належить вижити у футуристичних руїнах світу та подорожувати назад у часі — до Польщі 1980-х років, аби врятувати обраних людей, які не пережили Зміну — катастрофічну подію, яка перетворила людей на монстрів, відомих як «Сироти» (англ. Orphans).

## Розробка
Cronos: The New Dawn наразі розробляється студією Bloober Team. Робота над грою почалася наприкінці 2021 року, і команда, яка працювала над «The Medium», була перенаправлена на створення Cronos. Bloober Team вирішила створити науково-фантастичну гру жахів, оскільки паралельно працювала над ремейком Silent Hill 2, який мав більш приземлену тематику.
Гра має ретрофутуристичне оформлення, яке команда порівнює з фільмом Чужий (Alien) та старими стрічками Зоряних війн. «New Dawn» — це початкова локація гри, дизайн якої був натхненний Краковом часів комуністичного режиму 1980-х років. Архітектурний стиль гри заснований на бруталізмі. Команду також надихнули фільми та серіали, зокрема «12 мавп», «Пітьма» й «Анігіляція». Дизайн ворогів базується на мотивах боді-горору, а фільм «Щось» став ключовим джерелом натхнення. Розробники позиціонують Cronos як гру, орієнтовану на сюжет — «інтимну історію про людей і персонажів».
Після релізу The Medium студія захотіла взятися за масштабніший проєкт і відійти від класичних пригодницьких ігор до ігор з глибшим ґеймплеєм. У 2023 році співзасновник Bloober Team Пьотр Бабєно заявив, що студія припиняє створення ігор у жанрі психологічного горору та переходить до виробництва масових (mainstream) ігор жахів.
Щодо ігрового процесу, то гру надихнули Dead Space та Alan Wake, які мають унікальні бойові механіки й заохочують стратегічний підхід до боїв із ворогами. Співрежисер Яцек Зємба додав, що з точки зору ігроладу «гра є ближчою до „Resident Evil“ і менш схожою на „Silent Hill“».

## Випуск
Спочатку планувалося, що видавцем Cronos: The New Dawn виступить компанія Private Division, проте вона відмовилася від угоди у травні 2024 року. У жовтні 2024 року гра була офіційно анонсована студією Bloober Team, яка вирішила видавати її самостійно. Вихід гри запланований на 2025 рік для PlayStation 5, Windows та Xbox Series X/S. У червні 2025 року було оголошено, що Skybound Games здійснюватиме дистрибуцію фізичної версії гри для PlayStation 5.